# طيران الخليج
طيران الخليج هي شركة الطيران الوطنية البحرينية، تتخذ من مطار البحرين الدولي مقراً لها ومركزاً لعملياتها، وتقدم خدماتها لأكثر من 40 وجهة في آسيا، أفريقيا، أوروبا والشرق الأوسط، وكانت في بدايتها ملكية مشتركة بين حكومات البحرين وسلطنة عمان و أبوظبي وقطر، وانسحبت هذه الدول واحدة تلو الأخرى حتى أصبحت طيران الخليج الناقل الرسمي والوطني لمملكة البحرين وذلك في 6 مايو 2007، وتعتبر طيران الخليج عضواً في الاتحاد العربي للنقل الجوي، وترعى شركة طيران الخليج سباق جائزة البحرين الكبرى للفورمولا 1، واستمرت في رعاية السباق حتى عام 2010.

## نبذة تاريخية

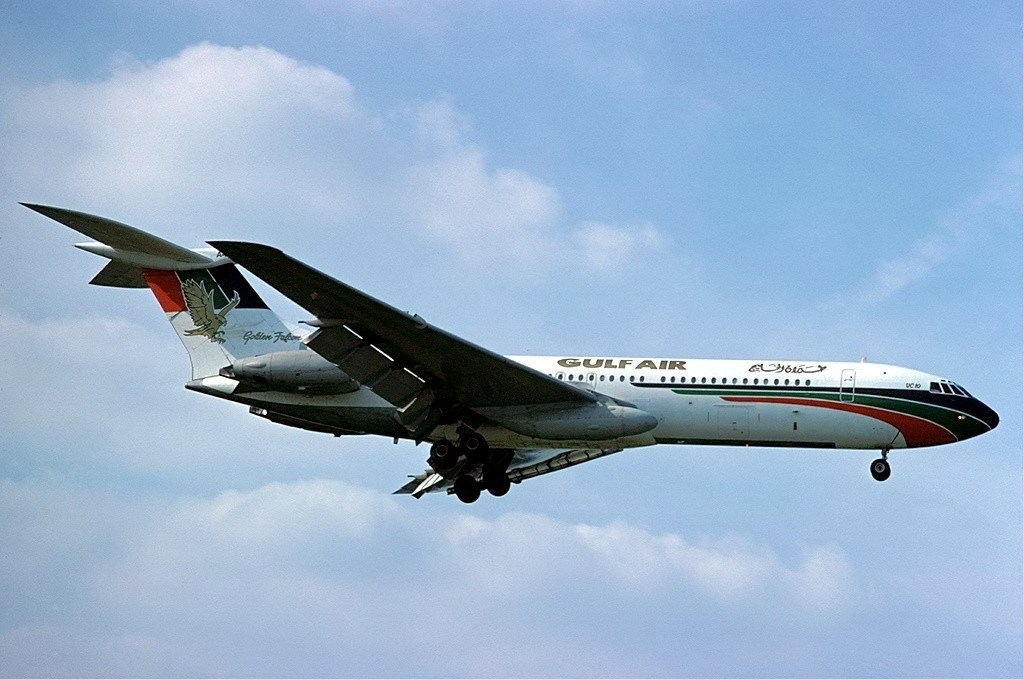
طائرة طيران الخليج من طراز في سي 10 سنة 1977

### 1949-1973: طيران الخليج كشركة تشغيل
في أواخر الأربعينات بدأ فريدي بوسورث وهو رجل أعمال وطيار بريطاني بدأ خدمة التاكسي الجوي إلى الدوحة والظهران من البحرين. توسع بوسورث لاحقا في 24 مارس 1950 بتأسيس شركة طيران الخليج المحدودة كشركة مساهمة خاصة. هذه الشركة بالإضافة إلى طيران الخليج أحد أقدم شركات الطيران في الشرق الأوسط. يتكون الأسطول من سبع طائرات أفرو أنسون وثلاث طائرات دي هافيلاند إكسبريس تحتوي على أربع محركات.
في أكتوبر 1951 أصبحت شركة الخطوط الجوية البريطانية لما وراء البحار أحد المساهمين الرئيسيين في طيران الخليج بالحصول على حصة 22% من خلال شركة بواك التابعة لها.

### السبعينات: الملكية الوطنية الكاملة
في عام 1973 وافقت إمارة أبوظبي والبحرين وقطر وسلطنة عمان على شراء حصة شركة بواك في طيران الخليج. تم التوقيع على المعاهدة في 1 يناير 1974 وأعطيت كل حكومة مساهمة بنسبة 25% في طيران الخليج والتي أصبحت شركة قابضة. الشركة تعمل الآن باسم شركة طيران الخليج وأصبحت الناقل للدول الأربع.
انضمت طائرات لوكهيد إل-1011 تراي ستار وبوينغ 737 إلى الأسطول. عام 1976 وسعت شركة طيران الخليج شبكة خطوطها لتشمل عمان وأمستردام وأثينا وبغداد وبومباي وبانكوك وبيروت والقاهرة وكولومبو ودلهي ودكا وهونغ كونغ وجدة وكراتشي والخرطوم ولارنكا ومانيلا وباريس ورأس الخيمة وصنعاء. انضم إلى الأسطول أربع طائرات فيكرز في سي 10 وثلاث طائرات باك 1-11 وطائرتان لوكهيد إل-1011 تراي ستار وخمس طائرات بوينغ 737. في عام 1978 تم مضاعفة عدد طائرات تراي ستار لتحل محل فيكرز. وفي الوقت نفسه زادت طائرات بوينغ 737 إلى تسعة وتم التخلص من باك 1-11.

### الثمانينات - 1992: التوسع

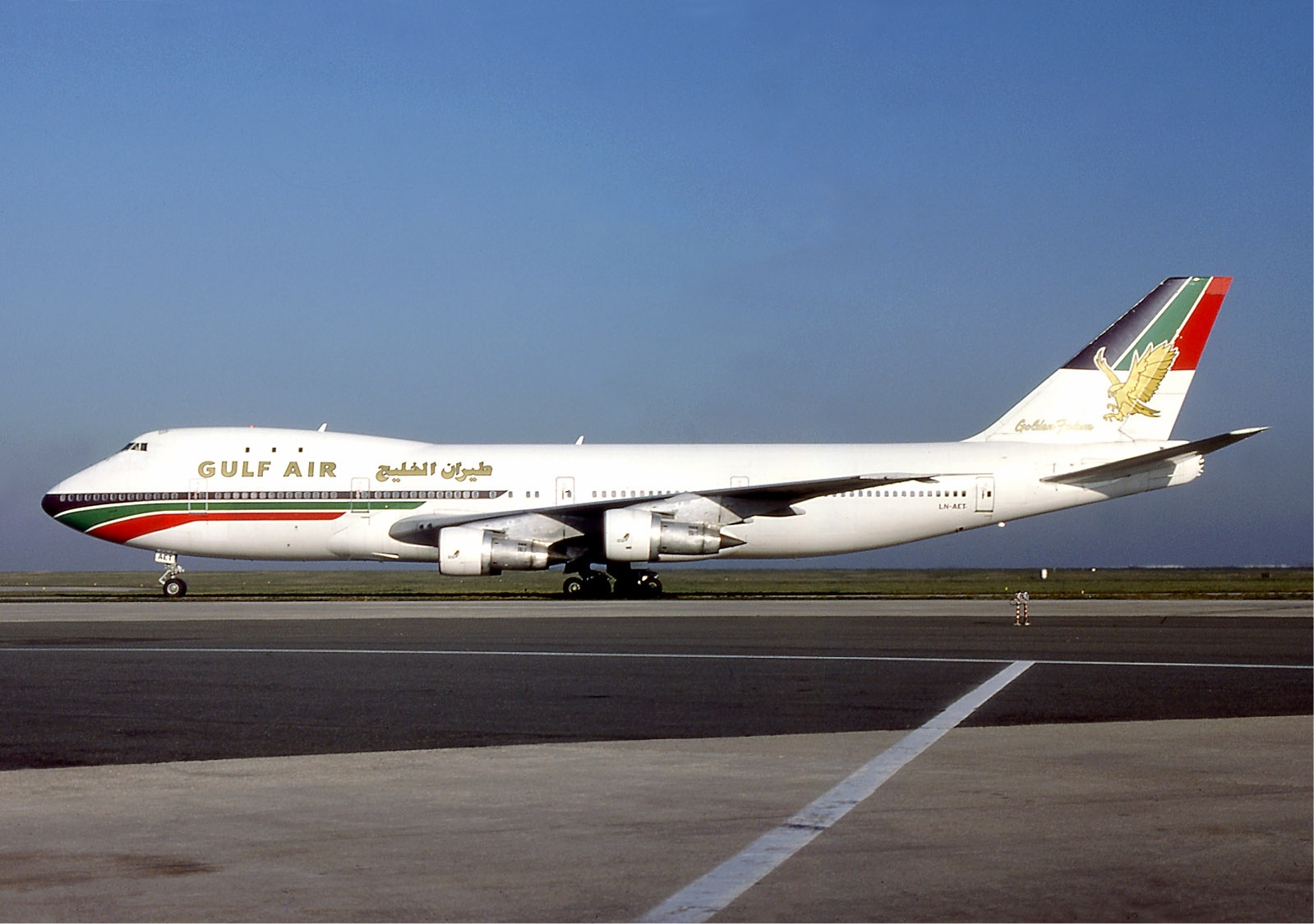
طائرة بوينغ 747 التابعة لطيران الخليج تهبط في مطار باريس شارل دو غول الدولي في 1986

شهدت الثمانينات زيادة ونمو في السفر الجوي لشركة طيران الخليج. في عام 1981 أصبحت طيران الخليج عضوا في اتحاد النقل الجوي الدولي وفي العام التالي أصبحت أول شركة طيران دولية تهبط في الرياض. في عام 1985 بدأت شركة طيران الإمارات العمل كناقل وطني لإمارة دبي الذي أصبح لاحقا منافسا رئيسيا لشركة طيران الخليج. في عام 1988 انضمت إلى أسطول الشركة بوينغ 767 التي أطلقت خدمات إلى فرانكفورت وإسطنبول ودمشق ودار السلام والفجيرة ونيروبي واستأنف الخدمة إلى شيراز وبغداد.
احتفلت شركة طيران الخليج بالذكرى السنوية الأربعين في 1990. تم تصميم زي موحد باللونين الأزرق والخوخي. أطلقت رحلات إلى سنغافورة وسيدني وثيروفانانثابورام وأصبحت شركة طيران الخليج أول شركة طيران عربية تسافر إلى أستراليا. وأضاف طيران الخليج خدمة السفر إلى جوهانسبرغ وملبورن في عام 1992 لتصبح أول شركة طيران عربية تطير مباشرة إلى هذه المدن. في عام 1993 فتحت مركز محاكاة للطيران في قطر وقدم خدمة رحلات إلى الدار البيضاء وعنتيبي وجاكرتا وكليمنجارو ومدراس وروما وصنعاء وزنجبار وزيورخ.

### 1993-2005: وجهات جديدة

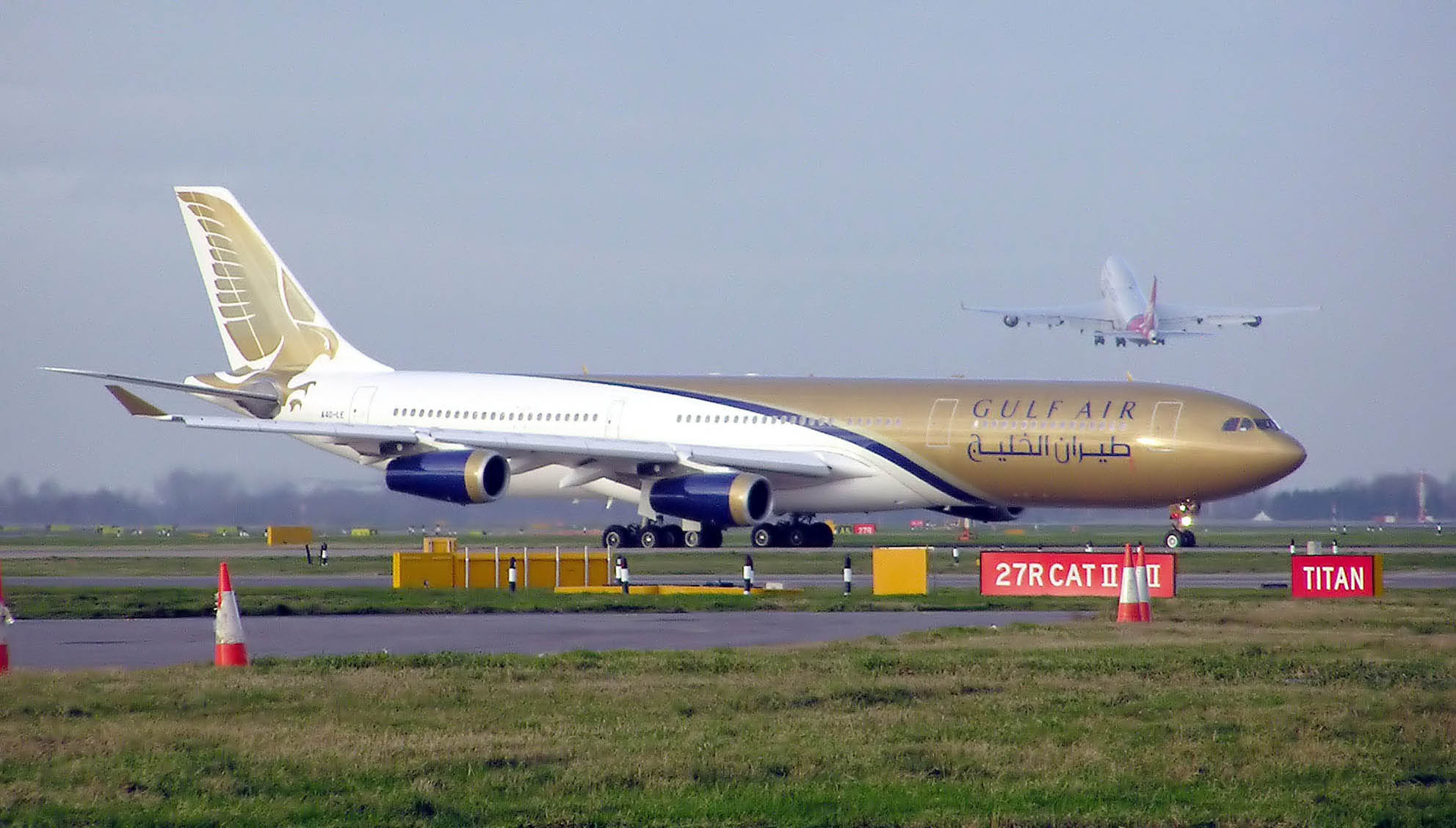
طائرة إيرباص إيه 340 التابعة لطيران الخليج تهبط في مطار لندن هيثرو في 2005

في شهر مايو عام 1994 حصلت شركة طيران الخليج على أول طائرة إيرباص إيه 340. أدخلت شركة طيران الخليج سياسة عدم التدخين في رحلاتها إلى سنغافورة وأستراليا في عام 1998 الذي مدد في وقت لاحق على جميع الوجهات. في عام 1999 أطلقت شركة طيران الخليج ثلاثة خطوط جديدة إلى شمال باكستان وهي إسلام آباد ولاهور وبيشاور. استلمت اثنين من أصل ست طائرات إيرباص إيه 330 وعرض الزي الجديد من بالمن. موقع طيران الخليج افتتح في يناير 1997.
في عام 2000 احتفلت شركة الطيران بالذكرى السنوية 50. استلمت بقية طائرات إيرباص إيه 330 في يونيو وأطلقت خدمة إلى ميلان. في مايو 2002 أصبح جيمس هوجن الرئيس والرئيس التنفيذي لشركة طيران الخليج وقام بإعادة الهيكلة على مدى ثلاث سنوات والتي تم إطلاق هذا البرنامج في استجابة للانخفاض الحاد في أرباح الشركة والديون المتزايدة. وافق مجلس إدارة طيران الخليج بالإجماع على خطة الإنعاش لمدة ثلاث سنوات في الاجتماع الاستثنائي العام الذي عقد في 18 ديسمبر. وبحلول 1 أغسطس 2002 أعلنت دولة قطر نوايا الانسحاب من طيران الخليج. ظلت قطر عضو لفترة ستة أشهر بعد الإعلان عن نية الانسحاب.
في عام 2003 صممت شركة طيران الخليج زي جديد من تصميم شركة لاندور أسوشيتس. في يونيو أنشأت مسافر الخليج وهي شركة تابعة تهتم بخدمات الطيران الاقتصادية. أعلنت شركة طيران الخليج أيضا صفقة رعاية سباق جائزة البحرين الكبرى حتى عام 2010 وإنشاء سباق جائزة طيران الخليج - البحرين الكبرى الذي أقيم لأول مرة في عام 2004. طيران الخليج أيضا أدخلت رحلات يومية إلى أثينا وسيدني عن طريق سنغافورة يوم 23 نوفمبر عام 2003.
في عام 2004 قدمت شركة طيران الخليج رحلات مباشرة بين دبي ولندن ومسقط ولندن ورحلة يومية بين أبوظبي ورأس الخيمة وحملت على رقم قياسي بلغ 7.5 مليون مسافر خلال هذا العام. استمرت رعاية طيران الخليج لجائزة البحرين الكبرى للفورمولا 1. أعلنت شركة طيران العودة إلى الربح بتحقيق أفضل أداء مالي منذ عام 1997. على الرغم من زيادة تكلفة أسعار الوقود التي بلغت 30 مليون دينار بحريني (80 مليون دولار أمريكي) إلا أن شركة طيران الخليج استطاعت تحقيق ربح قدره 1.5 مليون دينار بحريني (4 مليون دولار أمريكي)) في السنة المالية حتى ديسمبر عام 2004 حيث كانت نسبة زيادة الأرباح 23.8% حيث بلغت الأرباح 476.3 مليون دينار بحريني (1.26 مليار دولار أمريكي) (2003: 384.6 مليون دينار بحريني / 1.02 مليار دولار أمريكي). النتائج تعني أن شركة الطيران لم تحقق الأهداف المحددة في إطار مشروع الصقر وهو خطة إعادة الهيكلة لمدة ثلاث سنوات التي أقرها المجلس في ديسمبر 2002.
ملاك شركة طيران الخليج في ذلك الوقت مملكة البحرين وإمارة أبوظبي وسلطنة عمان أكدوا دعمهم لمزيد من التوسع في شركة الطيران من خلال خطة إستراتيجية جديدة لمدة ثلاث سنوات والتي ستشمل إعادة معدات من أسطول الطائرات وإعادة رسملة العمل من خلال تمويل القطاع الخاص. وضعت شركة طيران الخليج أيضا على تسجيل تدقيق السلامة التشغيلية بعد الانتهاء الناجح من اتحاد النقل الجوي الدولي.

### 2006-2008: البحرين تتسلم الشركة

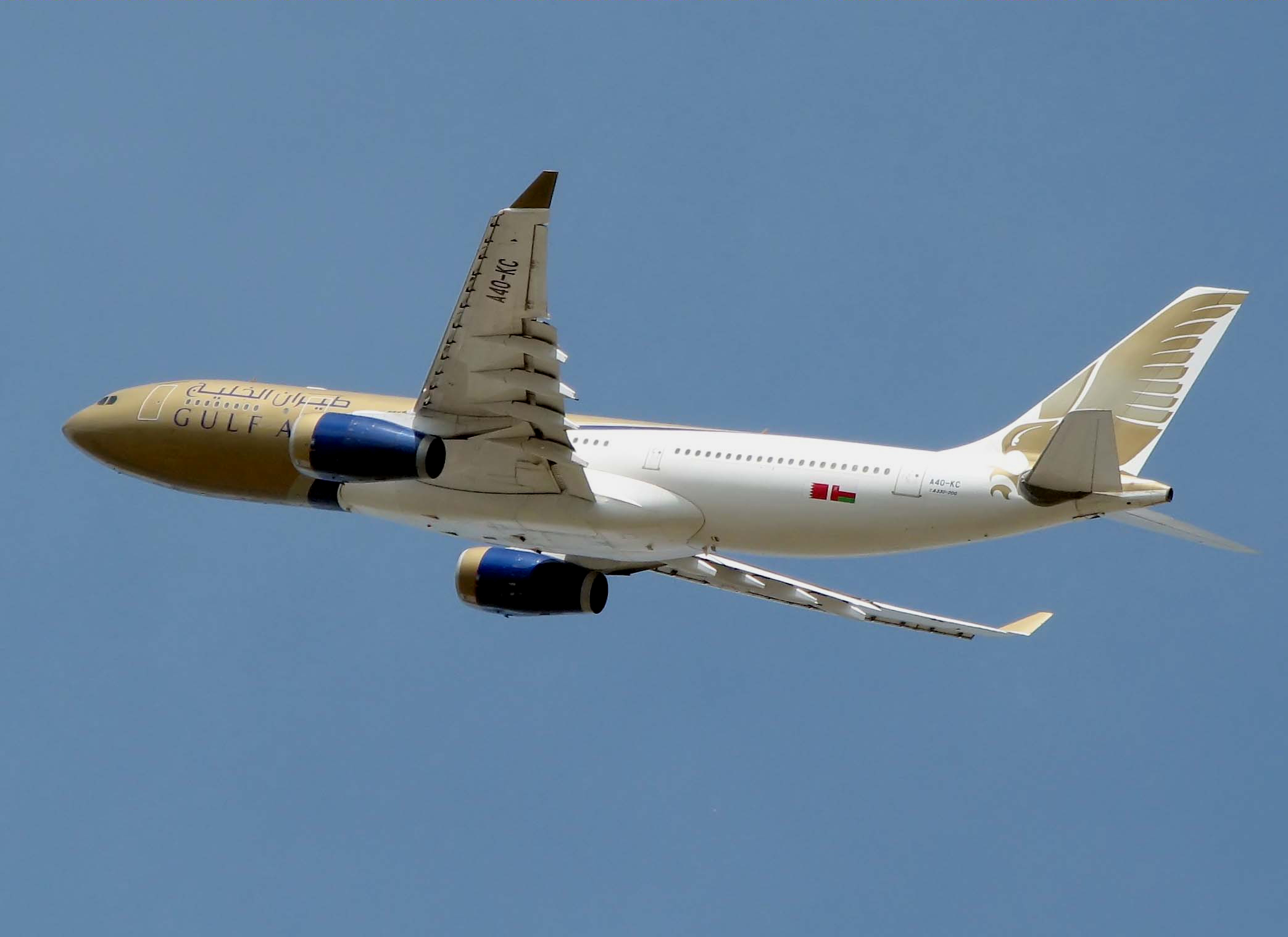
طائرة إيرباص إيه 330 التابعة لطيران الخليج ترحل عن مطار لندن هيثرو في 2006

في 28 أبريل 2006 شهد الانسحاب الكامل من أبوظبي بعدما قررت إنشاء شركة طيران خاصة بها وهي الاتحاد للطيران. طيران الخليج غيرت مقر عملياتها إلى المحور المزدوج بين مطارات البحرين ومسقط. نشرت الشركة سلسلة من الإعلانات في الصحف المحلية شاكرا أبوظبي لمساهمتها في شركة طيران الخليج. نظرا لكونها الناقل الوطني لدولة الإمارات العربية المتحدة لأكثر من 35 عاما فإن لديها قاعدة كبيرة من العملاء في أبوظبي. سعت شركة طيران الخليج لإظهار الدعم المستمر للرحلات إلى أبوظبي من البحرين ومسقط وربط لبقية شبكة طيران الخليج عن طريق وضع إعلانات في الصحف المحلية.
استقال جيمس هوجان من منصب الرئيس والرئيس التنفيذي اعتبارا من 1 أكتوبر 2006 وانتقلت للعمل في نفس المنصب في شركة الاتحاد للطيران. تمت تسمية أحمد الحمادي الرئيس التنفيذي بالوكالة حتى تم تعيين السويسري أندريه دوزيه الرئيس التنفيذي السابق لكروس إير وسويس إنترناشيونال إيرلاينز في 1 أبريل 2007. بعد بضعة أيام أعلن عن ضخ 310 مليون دينار بحريني (825 مليون دولار أمريكي) ضمن خطة إعادة الهيكلة التي شملت منشؤها أو إنهاء جميع الرحلات الجوية في البحرين والكف عن الرحلات إلى جوهانسبرغ ودبلن وجاكرتا وسنغافورة وهونغ كونغ وسيدني. بيعت فورا جميع طائرات بوينغ 767. تم التخلص التدريجي من طائرات إيرباص إيه 340. أدخلت طائرات إيرباص إيه 320 في يوليو 2007 وطائرات إيرباص إيه 330 في عام 2009 وإنهاء خدمات الموظفين على أساس الأداء ودون مراعاة لجنسيته. وأدى ذلك إلى تقدم بعض الموظفين لوظائف في شركات الطيران الأخرى وخلال أقل من شهر فقدت طيران الخليج 500 شخص من قوتها العاملة مما دفع الشركة لاستبعاد التسريح الجماعي كجزء من خطة انتعاشها إلا لأسباب تتعلق بالأداء.

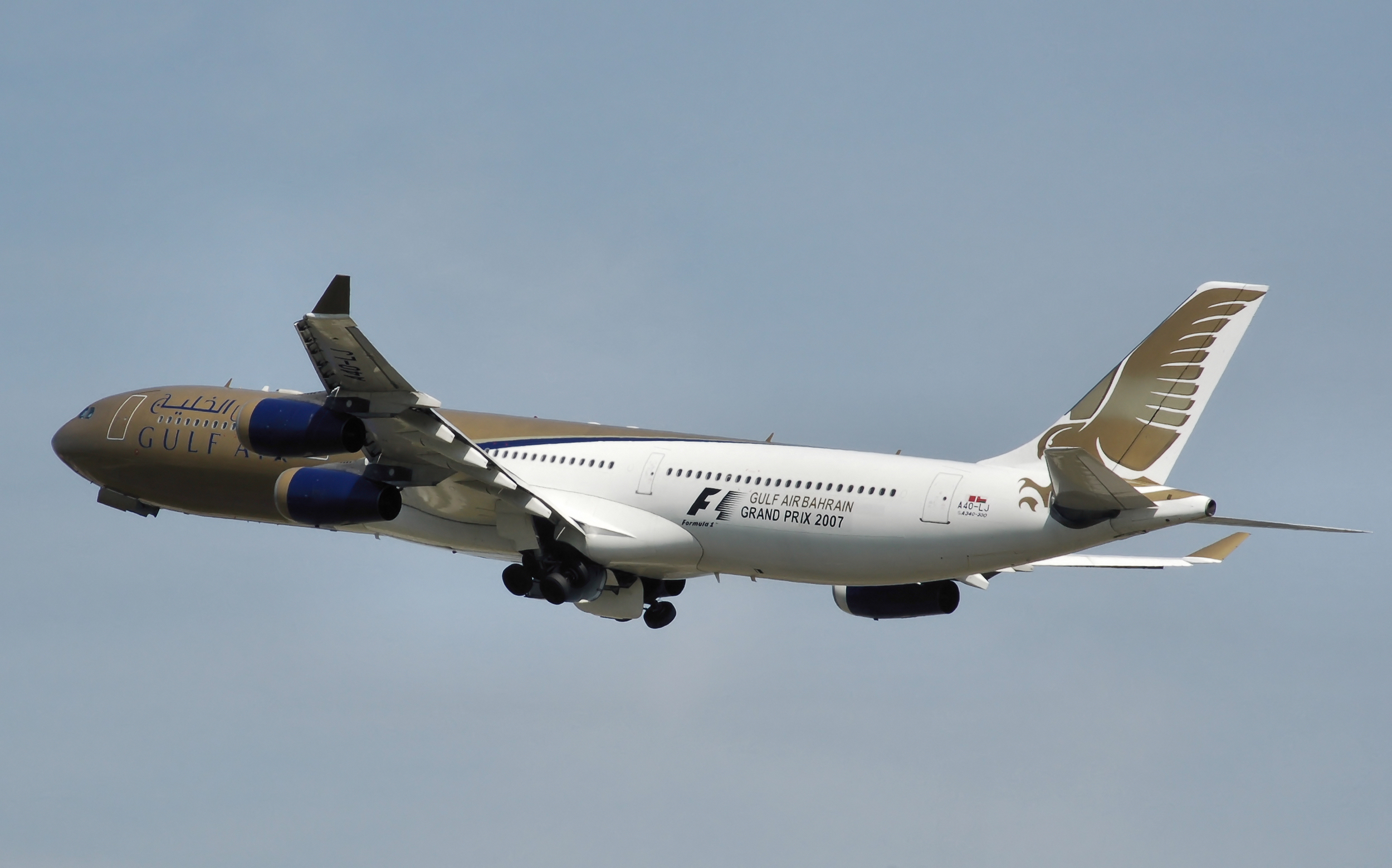
طائرة إيرباص إيه 340 التابعة لطيران الخليج ترحل عن مطار لندن هيثرو في 2007

في 6 مايو 2007 أعلنت حكومة البحرين الملكية الكاملة للطيران بعد انسحاب سلطنة عمان. استقال أندريه دوزيه في 23 يوليو 2007 وحل محله بيورن ناف. في 6 نوفمبر 2007 بدأت طيران الخليج الرحلة اليومية الثالثة دون توقف إلى مطار لندن هيثرو من البحرين. في نفس اليوم أصبحت طيران الخليج مملوكة بالكامل لمملكة البحرين.
دشنت شركة الطيران خدمات السفر إلى مطار شانغهاي بودنغ الدولي في 16 يونيو 2008 وقامت بتجديد أسطولها المكون من 24 طائرة بوينغ 767 و15 طائرة إيرباص إيه 320 و20 طائرة إيرباص إيه 330. كانت مشاركة بوينغ 767 التجارية في رحلة الشركة في 29 مايو 2008. في 3 يوليو 2008 أعلنت طيران الخليج باعتبارها الراعي الرسمي لنادي كوينز بارك رينجرز الإنجليزي لكرة القدم. وقعت شركة طيران الخليج في العام نفسه عقد إيجار لخمس طائرات مع مؤسسة التمويل الدولية للإيجار كجزء من إستراتيجية النمو والتوسع للشركة. كان عقد الإيجار لمدة ست سنوات لطائرتي إيرباص إيه 320 وثلاث طائرات إيرباص إيه 330 وذلك بسبب التسليم في مارس وأبريل ومايو عام 2009.

### 2009-2013: أحدث التغييرات في الطيران

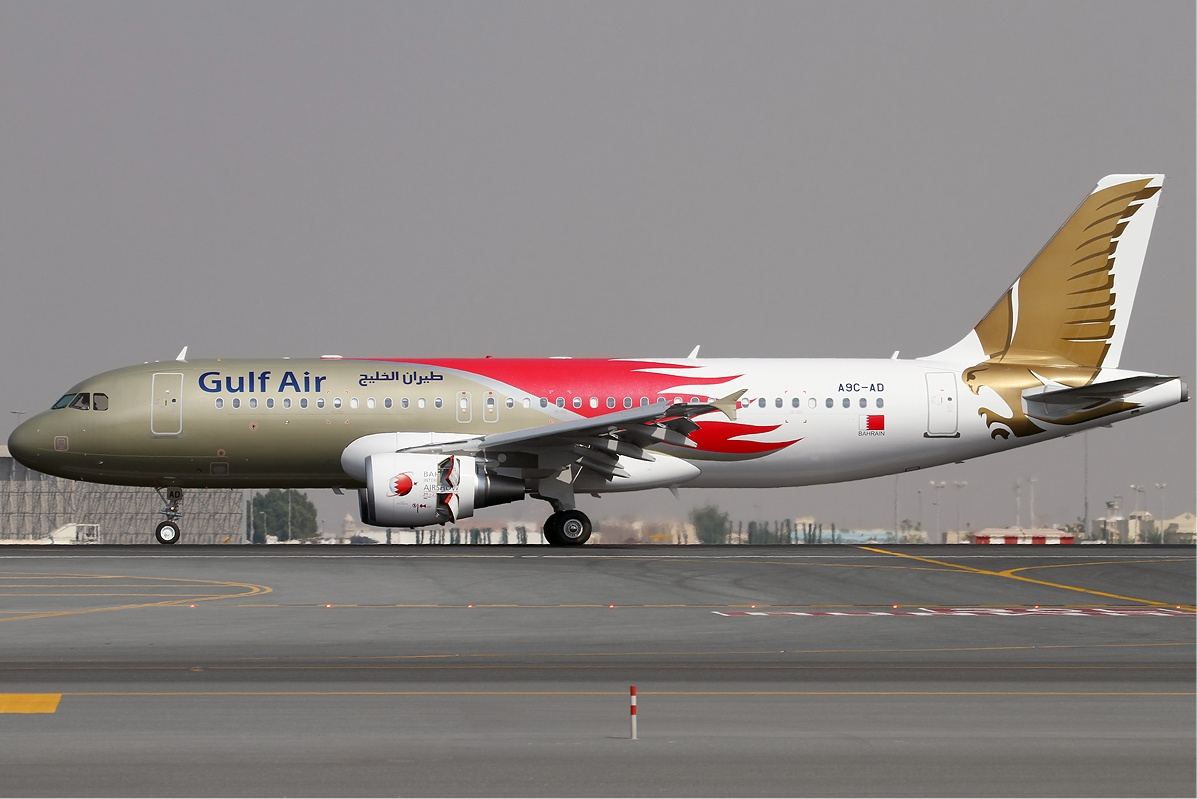
طائرة إيرباص إيه 320 التابعة لطيران الخليج في معرض البحرين الجوي

في مارس 2009 وقعت شركة طيران الخليج عقد الإيجار لمدة 42 شهرا مع جت إيرويز لأربع طائرات بوينغ 777 ولكن أعيدت طائرة إلى جت إيرويز ابتداء من شهر سبتمبر 2009. في مايو افتتحت شركة طيران الخليج رحلات الصيف الموسمية إلى الإسكندرية وحلب وصلالة. في 1 سبتمبر 2009 استأنفت شركة طيران الخليج رحلاتها إلى بغداد. بدأت الخدمات إلى النجف وأربيل بعد فترة وجيزة.
ابتداء من يونيو 2009 تم تعليق شعار طيران الخليج الصقر الذهبي على شوارع لندن وعلى جانب سيارات الأجرة في المدينة وذلك كجزء من صفقة التسويق لمدة عامين. شركة عربات فيفتي هاكني صممت زي عمال طيران الخليج لتعزيز رحلات الطيران من لندن هيثرو إلى البحرين وخارجها. وفي وقت لاحق في يونيو أعلن عن رحيل الرئيس التنفيذي بيورن ناف وتعيين سامر المجالي (الذي عمل سابقا في الملكية الأردنية) منصب الرئيس التنفيذي اعتبارا من 1 أغسطس 2009.
في 1 مارس 2010 أطلقت شركة طيران الخليج مقصورة الصقر الذهبي وهي مقصورة مميزة تهدف إلى توفير مستويات أعلى من الراحة. اعتبارا من أغسطس 2011 تم تثبيت أسرة مسطحة جديدة على جميع الطائرات باستثناء طائرات المسافات القصيرة.
يوم 5 سبتمبر 2011 عينت طيران الخليج الدكتور جاسم حاجي مديرا لتقنية المعلومات بحيث يرفع تقاريره مباشرة إلى الرئيس التنفيذي لشركة الطيران.
طيران الخليج علقت مؤقتا رحلاتها إلى إيران والعراق ولبنان في ذروة الاحتجاجات البحرينية 2011. استأنفت شركة الطيران الخدمة إلى إيران اعتبارا من نوفمبر 2012 ولكن ألغيت هذه الخطة كما لم تتمكن من الحصول على موافقة من السلطات الإيرانية. تأمل شركة الطيران في استئناف الخدمة في وقت مبكر 2013.
في نوفمبر 2012 وعلى مراحل سحبت شركة طيران الخليج طائرات إيرباص إيه 340 بعد 18 عاما من الخدمة. في نهاية نوفمبر 2012 أعلن عن استقالة الرئيس التنفيذي لشركة طيران الخليج سامر المجالي وقد تم قبوله من قبل مجلس الإدارة. المجالي غادر قبل نهاية عام 2012 بعد أن خدم الشركة لمدة ثلاث سنوات. ماهر سلمان آل مسلم هو حاليا الرئيس التنفيذي بالإنابة لشركة طيران الخليج.

## الوجهات
طيران الخليج تسير رحلات إلى أكثر من 50 وجهة دولية في 28 بلدا في أفريقيا وآسيا وأوروبا من مركز عملياتها في مطار البحرين الدولي.

### اتفاقيات المشاركة بالرمز
لدى طيران الخليج اتفاقيات المشاركة بالرمز مع شركات الطيران التالية (اعتبارا من مارس 2014):
| - الخطوط الجوية الأمريكية - الخطوط الجوية القبرصية - مصر للطيران - غارودا إندونيسيا - الخطوط الجوية الملكية الهولندية | - كوريا للطيران - الخطوط الجوية الماليزية - الخطوط الجوية الفلبينية - الملكية الأردنية | - خطوط صافي الجوية - الخطوط السعودية - الخطوط الجوية الدولية التايلاندية - الخطوط الجوية اليمنية |  |

## الأسطول
يتكون أسطول طيران الخليج من الطائرات التالية (اعتبارا من أبريل 2014):

### الأسطول السابق
على مر السنين كانت لدى طيران الخليج أنواع الطائرات التالية:

## الصالات
بينما في العادة يتم توفير الوصول إلى الصالات عن طريق طرف ثالث في وجهاتها فإنه يمكن العثور على صالة الصقر الذهبي لطيران الخليج في المطارات من البحرين ودبي ولندن هيثرو.

## الشركات التابعة

### مسافر الخليج
مسافر الخليج يشمل خدمة اقتصادية كاملة تابعة لخدمة طيران الخليج. كانت القاعدة الرئيسية في مطار أبوظبي الدولي. انتقلت لفترة وجيزة بين مطارات البحرين ومسقط بعد انسحاب أبوظبي من ملكية شركة طيران الخليج في عام 2005 وفي مايو 2007 انسحبت سلطنة عمان أيضا من ملكية الشركة لتصبح البحرين المالك الوحيد من طيران الخليج. ومنذ ذلك الحين حلت بسبب هذه التغييرات مسافر الخليج.

## الرعاية
طيران الخليج ترعى عدة أحداث أبرزها سباق جائزة البحرين الكبرى. هذا عادة ما يكون السباق الأول أو الرابع للفورمولا واحد والذي يعقد في شهر مارس أو أبريل من كل عام. كانت شركة طيران الخليج أيضا أول راعي لقميص نادي تشيلسي الإنجليزي لكرة القدم في عام 1983 و1984. وفي الآونة الأخيرة كان الراعي لقميص كوينز بارك رينجرز. كان هذا من 2008 إلى 2011.

## أحداث وحوادث
- 23 سبتمبر 1983: الرحلة 771 لشركة طيران الخليج كانت رحلة من كراتشي في باكستان إلى قطر عبر أبوظبي عاصمة الإمارات العربية المتحدة. في 23 سبتمبر 1983 بينما كانت من طراز بوينغ 737 تقترب من مطار أبو ظبي الدولي حيث انفجرت قنبلة في مقصورة الأمتعة. تحطمت الطائرة في الصحراء بالقرب من ميناء جبل علي بين أبوظبي ودبي في دولة الإمارات العربية المتحدة. توفي سبعة من أفراد الطاقم و105 راكب. وكان معظم القتلى من الركاب مواطنون باكستانيين كانوا على وشك عودتهم إلى وظائفهم في الخليج العربي بعد قضاء عطلة عيد الأضحى مع عائلاتهم في باكستان. القنبلة كانت مزروعة على ما يبدو من قبل منظمة أبو نضال لإقناع دول الخليج العربي لدفع المال للمنظمة من أجل تجنب هجمات على أراضيها.
- 23 أغسطس 2000: الرحلة 072 لشركة طيران الخليج تحطمت في الخليج العربي بالقرب من مطار البحرين الدولي حيث كانت قادمة من القاهرة. الطائرة كانت من نوع أيرباص أيه 320 وكانت تضم 143 من الركاب وأفراد الطاقم عندما اقتربوا من الهبوط بسرعة أعلى من المعتاد ونفذت مدار منخفض غير معتاد في محاولة لتصحيح هذا النهج. كان المدار غير ناجح وحاولوا إعادة تنفيذ المدار. ارتفعت الطائرة بنسبة 15 درجة إلا أن طاقم الطائرة لم يستجيبوا للتحذيرات المتكررة لنظام تحذير الاقتراب الأرضي وبعد حوالي دقيقة واحدة اختفت الطائرة من على شاشات الرادار. لم يكن هناك أي ناجين. كان يوجد 36 طفلا على متن الطائرة. خلص التحقيق في الحادث أن السبب الرئيسي للحادث كان خطأ الطيار (بما في ذلك الارتباك المكاني) مع عامل ثانوي حول المسائل التنظيمية والرقابة النظامية. كانت الرحلة 072 الأعلى عددا من ناحية الأموات كحصيلة أي حادث تنطوي على ايرباص أيه 320 في ذلك الوقت. تجاوزت في وقت لاحق من قبل تام ايرلاينز الرحلة 3054 والتي تحطمت يوم 17 يوليو عام 2007 مع 199 حالة وفاة.